# 汉阳镇 (剑阁县)
汉阳镇，是中华人民共和国四川省广元市剑阁县下辖的一个乡镇级行政单位。2020年5月，将汉阳镇青松村、锁溪村、顺风村、金星村、中心村、二龙村所属行政区域划归下寺镇管辖。将汉阳镇天桥村所属行政区域划归剑门关镇管辖。

## 行政区划
汉阳镇下辖以下地区：
翠云社区、新场村、云丰村、天桥村、东风村、青春村、永泉村、陡咀村、壮山村、壮岭村、灯煌村、登山村、七里村、中心村、二龙村、金星村、顺风村、锁溪村和青松村。

## 汉源驿
即汉源坡。位于汉阳镇的石洞沟。《资治通鉴》五代唐长兴元年(930)胡注：“李昊《蜀高祖实录》：北军自白卫岭人头山后过，从小剑路至汉源驿出头倒入剑门，打破关砦。”指的就是这里。